# 존 맨
존 맨(John Man, 1512년~1569년)은 영국의 성직자, 대학 학장, 외교관이다.

## 삶
그는 윌트셔의 래콕 또는 윈터본 스토크에서 태어났다. 1523년부터 윈체스터 칼리지에서, 그리고 뉴 칼리지 (옥스퍼드 대학교)에서 교육받았으며, 그곳에서 1533년 학사 학위를, 1537년 석사 학위를 취득하고 펠로우가 되었다. 이단 혐의로 퇴출되었으나, 1547년 화이트 홀의 교장이 되었다.
1562년 그는 매슈 파커 대주교의 영향으로 머튼 칼리지의 학장으로 임명되었다. 1566년 글로스터 학장이 되었다. 1567년 엘리자베스 1세에 의해 마드리드 주재 대사로 파견되었으나, 임무는 실패로 돌아갔고 1568년 소환되었다.
존 맨 박사는 교황을 공공연히 건방진 작은 수도승이라고 부른 개신교 성직자였다.
일부 자료에 따르면 그는 펠리페 2세에 의해 추방되었다고 한다.

## 작품
그는 볼프강 무스쿠루스에 기반한 '그리스도교 종교의 공통점'(Common places of Christian Religion, 1563)을 출판했다.

## 더 읽어보기
- 게리 M. 벨, "존 맨: 스페인 주재 마지막 엘리자베스 시대 대사", 식스틴스 센추리 저널, 7/2 (1976): 75-93